# No Time for Love
No Time for Love (bra: Sem Tempo para Amar) é um filme estadunidense de 1943, do gênero comédia romântica, dirigido por Mitchell Leisen, estrelado por Claudette Colbert e Fred MacMurray, e co-estrelado por Ilka Chase e Richard Haydn. O roteiro de Claude Binyon e Warren Duff foi baseado em uma história de Robert Lees e Frederic I. Rinaldo.
A trama retrata a história uma repórter sofisticada, que ao fazer um trabalhador ser suspenso de seu emprego, acaba por contratá-lo e, inesperadamente, se apaixona por ele. Este foi o quarto dos sete filmes que Colbert e MacMurray co-estrelaram juntos.

## Sinopse
O trabalhador Jim Ryan (Fred MacMurray) é suspenso do seu emprego ajudando a cavar um túnel sob um rio por causa de um incidente enquanto era fotografado por Katherine Grant (Claudette Colbert), que fazia uma reportagem para a revista Mirror. Sentindo-se responsável, Katherine contrata Ryan para ajudá-la durante sua suspensão. Ela é elegante e sofisticada, enquanto ele é sincero e realista. Essa combinação gera conflitos, mas também pode abrir espaço para o amor florescer entre eles.

## Elenco
- Claudette Colbert como Katherine Grant
- Fred MacMurray como Jim Ryan
- Ilka Chase como Hoppy Grant
- Richard Haydn como Roger Winant
- Paul McGrath como Henry Fulton
- June Havoc como Darlene
- Marjorie Gateson como Sophie
- Philo McCullough como Patrono (não-creditado)
- Frank Moran como Montador de Estruturas (não-creditado)
- Jerome de Nuccio como Leon Brice (não-creditado)

## Produção

### Roteiro
O roteiro do filme foi escrito por Claude Binyon e Warren Duff, baseado em uma história de Robert Lees e Frederic I. Rinaldo. A personagem Katherine Grant é inspirada em Margaret Bourke-White, a primeira fotojornalista da revista Life, cujas fotos estilizadas de assuntos industriais foram apresentadas na primeira edição da revista, iniciando uma nova era no fotojornalismo.

### Escolha de elenco
Oscar Levant foi originalmente escalado para o papel de Roger, mas quando as filmagens foram adiadas, ele foi forçado a deixar a produção devido a outros compromissos. Rita Hayworth também foi inicialmente escolhida para interpretar Katherine, mas teve que desistir quando a produção foi adiada por dezoito meses.
Claudette Colbert e Fred MacMurray foram finalmente escalados para os papéis principais. Eles atuaram juntos em sete filmes entre 1935 e 1948, sendo "No Time for Love" o quarto em que trabalharam juntos. Ambos os atores já haviam trabalhado com o diretor Mitchell Leisen em vários outros filmes – MacMurray fez um total de nove filmes com ele, e Colbert, quatro. Colbert também trabalhou com Leisen quando ele atuou como figurinista em "O Sinal da Cruz" (1932), de Cecil B. DeMille. Leisen mais tarde lembraria de "No Time for Love" como uma "colaboração feliz":
"Freddy e Claudette trabalharam maravilhosamente juntos. Muitas vezes, enquanto eu estava preparando a próxima cena, eles iam para um canto e a desenvolviam por conta própria. Eles me mostravam como queriam fazer e ficava perfeito ... Eles eram talentosos intérpretes naturais e eu queria que fizessem do jeito que fosse confortável para eles".
Devido ao uso restrito de películas durante os anos da guerra, os atores ensaiaram extensivamente durante as filmagens para evitar múltiplas tomadas. Muitas das cenas que acabaram no filme foram feitas em uma única tomada.

### Filmagens
A filmagem principal durou de 8 de junho a 24 de julho de 1942. Charles Wall e Edward Sanell, da Autoridade do Túnel de Nova Iorque, atuaram como consultores técnicos para o filme. A Autoridade do Túnel de Nova Iorque também forneceu os projetos do túnel Brooklyn-Battery para a Paramount. O filme foi gravado nos Estúdios Paramount, em Hollywood, Califórnia. O cenário do túnel, com cerca de 7,62 metros de comprimento, foi construído no maior palco da Paramount e foi preenchido com lama para a cena climática. Para evitar o uso de lama real, os designers do cenário experimentaram várias combinações de materiais, acabando por utilizar adobe e água. Uma misturadora de cimento foi instalada no cenário para produzir a consistência correta. Mais tarde, Leisen lembrou: "Nunca pedi aos atores que fizessem algo que eu não faria, então no nosso primeiro dia no túnel, mergulhei direto na lama, de cabeça. Saí de lá e disse: 'Certo, vamos lá'. Após a primeira cena de Colbert na lama, ela saiu sem sujeira no rosto. "Eu disse: "Venha cá, querida', peguei um punhado de lama e joguei no rosto dela. Ela voltou imediatamente e fez a cena de novo".
Durante os anos de guerra, medidas de austeridade limitaram a quantia de dinheiro que os produtores podiam gastar em materiais de construção. Para se manter dentro do orçamento, Leisen aproveitou um dos cenários do filme anterior de Colbert, "The Palm Beach Story" (1942), que ainda estava de pé nos estúdios da Paramount, e o transformou no quarto de Colbert em "No Time for Love". A sequência de sonho de Colbert utilizou um cenário mínimo.

## Recepção
Bosley Crowther, em sua crítica para o The New York Times, chamou o filme de "uma comédia encantadora" e "totalmente cativante". Enquanto o filme apresenta uma trama simples de garoto e garota fundamentada na lei básica de que os opostos se atraem, o diretor Mitchell Leisen consegue criar um filme envolvente através da "aplicação inteligente dos simples mecanismos da tela" e com ação que ilustra esse tema elementar. Crowther conclui:
"A resolução completa ocorre de forma convencional ... [e] embora seja a parte mais fraca do filme, é um meio rápido e clássico para um desfecho. Na verdade, a estrutura e a natureza elementar do tema podem ser reconhecidas pelos mais perspicazes como uma sátira aos filmes de romance. E é esse aspecto humorístico presente no diálogo e na direção picante ao longo do filme que eleva a obra a um nível de comédia adulta e picante. Claudette Colbert e Fred MacMurray interpretam a garota e o rapaz em conflito, e é principalmente através de suas atuações precisas que os elementos químicos finalmente se juntam".
A revista Variety chamou-o de um filme "escapista" repleto de risadas, além de ter elogiado a produção e direção de Mitchell Leisen, as atuações excelentes de Colbert e MacMurray, e o roteiro de Claude Binyon, com seu "diálogo suficientemente afiado – e as risadas que o acompanham".
Em sua análise do filme, Glenn Erickson disse que a produção possui "83 minutos rápidos de uma comédia muito engraçada". Ele também elogiou o filme pela forma como aborda os papéis de gênero.
"O interessante é a maneira inteligente como o filme brinca com estereótipos de gênero. Katherine está cercada por homens cultos, mas sem apelo sexual. Quando ele sente que está sendo menosprezado, o viril Jim Ryan consegue literalmente bater suas cabeças. Katherine contrata um modelo musculoso para uma sessão de fotos, e Ryan não consegue resistir em agredi-lo também. O fato do personagem Ryan não parecer tão grosseiro só pode ser creditado à personalidade de MacMurray e ao fato de Ryan estar brincando com Katherine. Ele sabe que ela está tentando jogar um jogo com ele".
Erickson também elogiou as impressionantes cenas dos túneis e a sequência de sonho surreal de Katherine, que demonstra efetivamente seu desejo secreto de ser arrebatada por um macho dominador e salva de seu pretendente masculino efeminado. Erickson concluiu que o filme é "sempre engraçado e inteligente".

## Prêmios e indicações
| Ano  | Cerimônia | Categoria                                                          | Indicado                                    | Resultado | Ref.                 |
| ---- | --------- | ------------------------------------------------------------------ | ------------------------------------------- | --------- | -------------------- |
| 1945 | Oscar     | Melhor direção de arte e decoração de interiores em preto e branco | Hans Dreier, Robert Usher & Samuel M. Comer | Indicado  | [ 13 ] [ 14 ] [ 15 ] |

## Mídia doméstica
O apelo do filme não diminuiu muito para as gerações seguintes. Em 2009, a Universal Vault Session lançou o filme como parte da box set "The Claudette Colbert Collection", que incluiu "Three-Cornered Moon" (1933), "Maid of Salem" (1937), "I Met Him in Paris" (1937), "Bluebeard's Eighth Wife" (1938) e "The Egg and I" (1947).